# Bitwa pod Miropolem
Bitwa pod Miropolem – bitwa stoczona w dniach 16-17 maja 1863 roku w czasie powstania styczniowego.
Po wybuchu powstania  i stoczeniu kilkunastu bitew w maju powstanie przeniosło się do Królestwa, gdzie wkroczyło kilka oddziałów powstańczych z Galicji i Poznańskiego. Powstańcy walczyli ze zmiennym szczęściem na pograniczu (bitwy pod Kobylankami – 1 i 6 maja, pod Ignacewem – 8 maja, pod Nową Wsią – 26 kwietnia).
W późniejszym okresie powstanie rozszerzyło się na ziemie zabrane. Na Żmudzi przywódcami powstania zostali: Zygmunt Sierakowski i ks. Antoni Mackiewicz, na Rusi Białej: Konstanty Kalinowski i Romuald Traugutt dowodzący na Pińszczyźnie. Na Ukrainie zakres powstania był mniejszy. Głównodowodzącym powstania został tutaj generał brygady Edmund Różycki. Różycki zorganizował Pułk Jazdy Wołyńskiej wraz z taborem z ochotników z ziemiaństwa, szlachty, służb leśnych i dworskich, a nawet Kozaków. Ziemiaństwo, niechętne powstaniu, starało się powstanie ograniczyć lub zapobiec wystąpieniom zbrojnym. Aby przyciągnąć lud ukraiński do powstania, przedstawiciele Wydziału Prowincjonalnego Rządu Narodowego (Edmund Różycki, Izydor Kopernicki, Aleksander Walerian Jabłonowski) wydali odezwę tzw. Złotą Hramotę, w której obiecywali uwłaszczenie chłopów. Od przywódców powstania w Królestwie żądali wkroczenia silnych oddziałów z Galicji Wschodniej na Wołyń i Podole, na co nie zgadzał się Adam Sapieha. Wobec tego Różycki i gen. Józef Wysocki ustalili, że powstanie na Kijowszczyźnie i Wołyniu rozpocznie się w maju, a na Podolu jeszcze później. Na Wołyniu chłopi odnosili się do powstania z reguły obojętnie.
7 maja zapadła decyzja o wybuchu powstania na Ukrainie. Zgodnie z umową Różycki rozpoczął działania zbrojne 8 maja 1863 roku, chociaż już dzień wcześniej wyprowadził ok. 850-osobowy oddział konny z Żytomierza na uroczysko Pustocha, niedaleko wioski Karpowiec. Pomimo istnienia dużej rzeszy Polaków na Wołyniu, a także ogłoszenia dokumentów o uwłaszczeniu chłopów, Różyckiemu nie udało się doprowadzić do powstania powszechnego. Chłopi raz jeszcze poszli drogą wskazaną im przez carską propagandę.
9 maja oddział gen. Różyckiego w sile ok. 200 powstańców zajął bez walki miasto Lubar, którego załogę wzięto do niewoli, a następnie wypuszczono. W myśl założeń militarnych, jazda Różyckiego miała być podstawą, późniejszego większego zgrupowania militarnego. Wokół niego powinny działać mniejsze grupy powstańców. Przez pewien czas strategię tę realizowano: oddział pozostawał w kontakcie ze zgrupowaniami Jana Chranickiego, które osłaniało prawą flankę i Władysława Ciechońskiego osłaniającego linię przednią.
Z Lubaru skierował się Różycki do Połonnego, które również zajął bez walki 12 maja. W Połonnym 5 dni oczekiwał na gen. Wysockiego. Następnie cofnął się w kierunku na wschód, gdzie spotkał Rosjan pod Miropolem. Tam wywiązały się dwudniowe walki (16-17 maja). W sensie taktycznym bitwa została przegrana, albowiem Wołyńczycy ustąpili. Rosjanie nie rozbili jednak oddziału Różyckiego. Różycki z oddziałem wymknął się z obławy, manewrując najpierw na zachód, a potem na południe. Mimo iż były na to szanse, nie doszło do upragnionego połączenia z Chranickim. Po bitwie zostawił pod Miropolem piechotę, sam skierował się na Podole. Piechota została wkrótce pokonana, a za Różyckim ruszył pościg.
19 maja pod Worobijówką w powiecie zwiahelskim wziął do niewoli 39 Rosjan. Następnie przekroczył granicę Podola, próbując zorientować się, na jakie wsparcie może liczyć. Ostatecznie przyłączyło się do niego jedynie 60 osób pod dowództwem Szaszkiewicza. Na Podolu Różycki biwakował w jarze Hańczarycha, gdzie według proroctwa Wernyhory, miał się rozegrać ostateczny bój między Polakami a Rosjanami. Rosjan wprawdzie nie znaleziono, ale żołnierze byli bardzo pokrzepieni na duchu. Oddział kierował się na Chmielnik, jednakże wobec braku perspektyw wzniecenia walk na Podolu, wycofał się na północ do Lubaru, by tam ostatecznie podjąć marsz ku granicy austriackiej. Różycki przechodził wtedy przez szereg miejscowości, aż 25 maja natknął się pod Laszkami na Rosjan i wydał im bitwę. Nie był jej w stanie wygrać, wobec przytłaczającej liczebności przeciwnika (15 tysięcy żołnierzy). Przed bitwą, tego dnia otrzymał wsparcie w postaci 45-osobowego oddziału Eustachego Klukowskiego. Z Laszek udał się pod Koniecpol, gdzie stoczył następną bitwę – pod Koniecpolem. 26 maja Różycki stoczył jeszcze zwycięską bitwę pod Salichą i skierował się do Galicji. Droga do Galicji była otwarta. Granice przekroczył za dwa dni.
Wobec braku możliwości wzniecenia insurekcji na Podolu i braku wsparcia z Galicji oraz na wiadomość, że gen. Wysocki nie wkroczy na Wołyń, powstanie upadło. Powstanie pociągnęło na Ukrainie duże represje, skazano 3100 osób, dokonano konfiskaty 144 majątków.
Walki o Miropol zostały upamiętnione na jednej z tablic na Grobie Nieznanego Żołnierza w Warszawie napisem "MIROPOL 17 V 1863"